# Frauen-Union der CSU

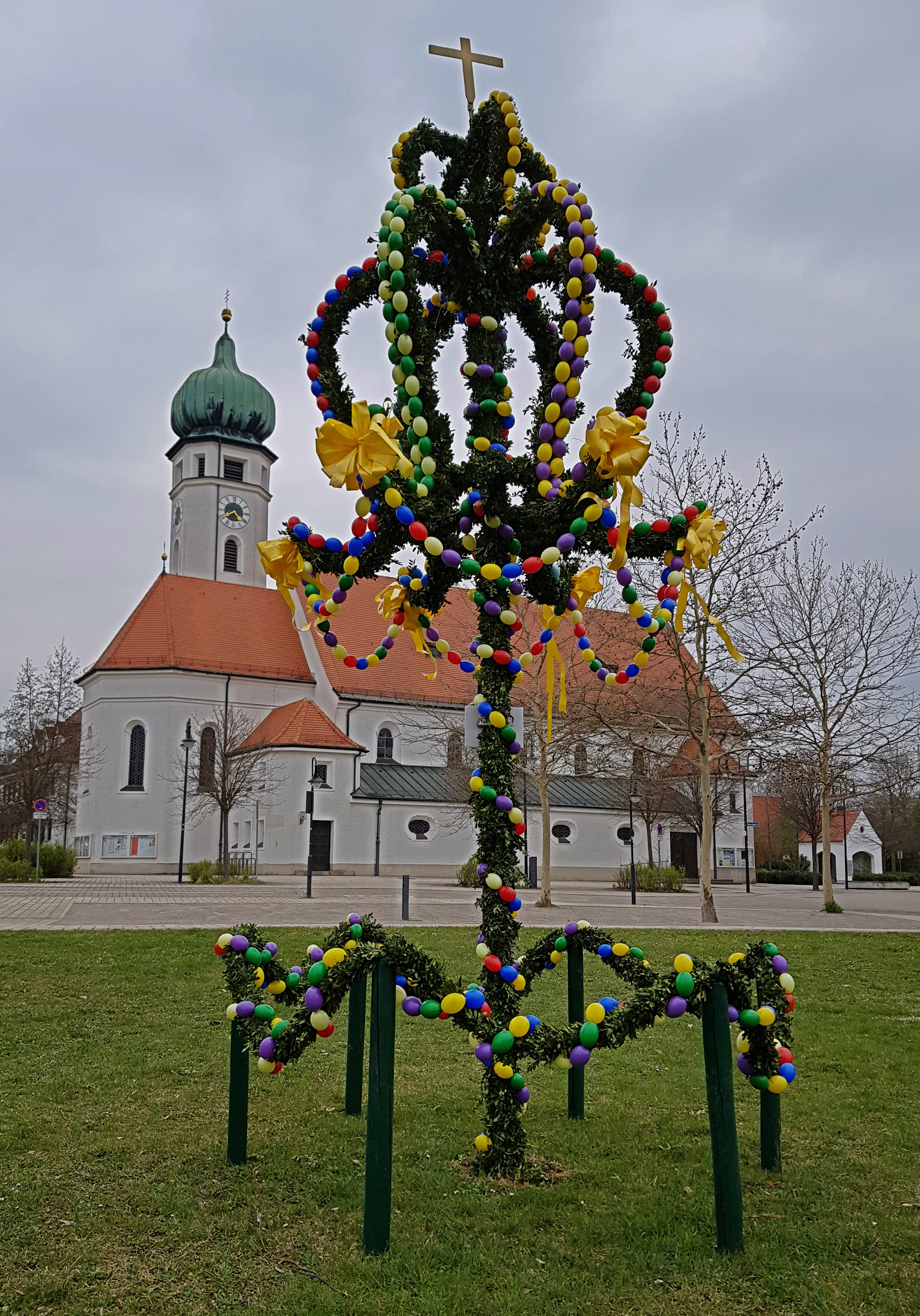
Osterkrone, aufgestellt von der Frauen Union Eichenau im April 2019

Die Frauen-Union (FU) der CSU ist die Frauenarbeitsgemeinschaft der Christlich-Sozialen Union in Bayern. Sie wurde 1947 gegründet und hat heute rund 23.500 Mitglieder (Stand: 2020). Vorsitzende der Frauen-Union Bayern ist seit September 2019 die Erdinger Landtagsabgeordnete Ulrike Scharf, welche seit 2022 auch das Bayerische Staatsministerium für Familie, Arbeit und Soziales führt. Die Schwesterorganisation der auf Bayern beschränkten Frauen-Union der CSU ist die im übrigen Deutschland tätige Frauen-Union der CDU.

## Struktur
Die Frauen-Union ist in den neun Bezirks-, 105 Kreis- und 564 Ortsverbänden der CSU organisiert, denen jeweils eine Vorsitzende vorsteht. Nach außen wird die FU durch den Landesvorstand vertreten, in dem die Vorsitzende von vier Stellvertreterinnen unterstützt wird. Die Frauen-Union Bayern ist die größte Arbeitsgemeinschaft der CSU, knapp gefolgt vom bayerischen Landesverband der Jungen Union.
Zur inhaltlichen Arbeit unterhält die Frauen-Union mehrere Projektgruppen, an denen sich alle Mitglieder beteiligen können. Aktuell (Stand: 2020) bestehen Projektgruppen zu fünf Themenbereichen: Europa, Internationales & Sicherheit, Netzwerkpflege & Frauenverbände, Klima- und Umweltschutz, Energie, Nachhaltigkeit & Landwirtschaft, Gesundheit, Pflege und Lebensvorsorge sowie Unternehmensgründung, Wirtschaft & Steuern, Medien & Information.

## Geschichte
Die Frauen-Union in Bayern wurde am 29. August 1947 in Eichstätt als Landesarbeitsgemeinschaft der Frauen unter dem Vorsitz von Thusnelda Lang-Brumann gegründet. Bereits seit 1946 hatte ein Arbeitsausschuss „Frau und Familie“ existiert. Von 1948 bis 1951 gehörte sie der gemeinsamen Frauenarbeitsgemeinschaft der CDU/CSU an, bevor sie wieder eigenständig und ab Juni 1953 als Frauenarbeitsgemeinschaft (FAG) der CSU mit eigener Geschäftsordnung agierte. Im Juni 1965 erhielt die FAG ein ständiges Frauenreferat in der CSU-Landesleitung. Im Juni 1968 nannte sich die FAG der CSU in Frauen-Union (FU) um.

## Vorsitzende
- Thusnelda Lang-Brumann (1947–1953)
- Zita Zehner  (1953–1969)
- Centa Haas (1969–1973)
- Ursula Krone-Appuhn (1973–1981)
- Ursula Männle (1981–1991)
- Gerda Hasselfeldt (1991–1995)
- Maria Eichhorn (1995–2005)
- Emilia Müller (2005–2009)
- Angelika Niebler (2009–2019)
- Ulrike Scharf (seit 2019)

## Standpunkte
Seit dem 1965 abgehaltenen Frauenkongress richtete sich der thematische Schwerpunkt der FU nicht mehr wie zunächst auf die traditionell als Frauenpolitik verstandene Familienpolitik, sondern auf die Rolle der berufstätigen Frau in der Gesellschaft und weitere Aspekte der Gleichstellung der Geschlechter.
Nachdem sie einer Frauenquote lange kritisch bis ablehnend gegenübergestanden hatte, beschloss die Frauen-Union auf ihrer Landesversammlung 2009 die Forderung nach einer Quote von 40 Prozent für beide Geschlechter für alle Parteiämter. Auf dem CSU-Landesparteitag im Oktober 2010 konnte sie diese Forderung nach harten Auseinandersetzungen durchsetzen, allerdings nur auf Landes- und Bezirksebene und nicht auf Ebene der Orts- und Kreisverbände.
Im Rahmen des CSU-Landesparteitags im November 2013 startete die Frauen-Union die Kampagne „Nein zu Zwangsprostitution“, die sich für eine Verschärfung des Prostitutionsrechts in Deutschland und mehr behördliche Kontrollen einsetzt.